# Maria Teresa av Savojen (1803–1879)
Maria Teresa av Savojen (Maria Teresa Fernanda Felicitas Gaetana Pia), född 19 september 1803 i Rom, död 16 juli 1879 i San Martino i Vignale, var en hertiginna av Parma som var gift med hertig Karl II av Parma. Hon var dotter till kung Viktor Emanuel av Savojen och Maria Teresa av Österrike-Este. Hon var på makens önskan Parmas regent de facto 1847–1848.

## Biografi
Maria Teresa föddes i Rom och döptes av påven. Maria Teresa tillbringade barndomen i Cagliari på Sardinien, dit hennes familj hade flytt undan Napoleon. År 1814 återupprättades dock Savojen och familjen flyttade till Turin. 
Hon gifte sig 5 september 1820 med Karl, dåvarande kronprins av Lucca. 13 mars 1824 blev maken monark i hertigdömet Lucca och hon blev hertiginna av Lucca. Maria Teresa och Karl var för olika för att trivas tillsammans. Hon var en entusiastisk anhängare av katolicismen och engagerad i politik, medan han var livsnjutare och politiskt ointresserad, och de levde privat separata liv.
17 december 1847 blev maken hertig av Parma och hon hertiginna av Parma. Karl överlät politiken på henne, och efter hans trontillträde i Parma 1847 blev hon i praktiken landets regent. Hennes regeringstid varade dock endast några månader. År 1848 avsattes Karl i en revolution och efterträddes av sin son, Karl III. Maken lämnade landet och flyttade till Frankrike, medan Maria Teresa stannade kvar, senare med titeln änkehertiginna av Parma.
Maria Teresa levde sedan vanligen i sin villa i Viareggio, och de sista åren i en villa i San Martino i Vignale ovanför Lucca. År 1854 mördades henne son Karl III av Parma, och 1859 blev Parma en del av Italien. Hon begravdes klädd i en munkkåpa från dominikanorden.